# Filippo di Carinzia
Filippo di Carinzia (XIII secolo – Krems, 22 luglio 1279) è stato un patriarca cattolico austriaco, patriarca di Aquileia dal 1269 al 1273.

## Biografia
Filippo era il figlio più giovane del duca Bernardo di Carinzia († 1256) e Giuditta, figlia del re Ottocaro I di Boemia.
Era conte di Lebenau (1254-1279) e duca nominale di Carinzia.
Già nel 1240 era rettore di Vysehrad e cancelliere di Boemia con lo zio Venceslao I, nel 1247 venne eletto arcivescovo di Salisburgo, ma dovette declinare, in modo da non ostacolare la sua successione al Ducato di Carinzia. Qui ebbe diversi successi militari: nel 1250 riconquistò la Stiria fino al fiume Enss, nel 1252 conquistò il Lungau e sconfisse, assieme al padre, Mainardo III di Gorizia e Alberto III del Tirolo presso Greifenburg.
Nel 1254, Filippo assicurò i diritti sul Chiemgau e la contea di Lebenau, governati da un ramo laterale dei conti di Spanheim dal 1229.
Nel 1257 fu deposto dal capitolo e bandito, ma riconquistò il potere con l'aiuto militare di suo fratello e duca di Carinzia Ulrico III contro il suo successore, l'arcivescovo Ulrico. Nel 1260 a Kressenbrunn sostenne Ottocaro II contro l'Ungheria; nel 1267 dovette però rinunciare definitivamente a Salisburgo, essendo stato eletto nel 1269 patriarca di Aquileia dal capitolo della città friulana, senza però essere riconosciuto dal papa. Nel 1269 morì il duca Ulrico, fratello di Filippo, che con il trattato segreto di Podebrady del 1268 elesse Ottocaro come suo successore in Carinzia. Filippo allora si rivolse contro Ottocaro e lo portò in battaglia nel 1270 per il controllo della Carinzia, nel 1272 Filippo fu però costretto ad arrendersi.
Al fine di assicurare il controllo sulla Baviera e la zona di Salisburgo, strinse un secondo accordo con i duchi bavaresi Erharting, definendo insieme a loro i confini precisi della Contea di Lebenau. Nel 1275 re Rodolfo I nomina Filippo duca di Carinzia, Carniola e della Marca slovena, senza però mai in realtà salire al potere.
Nel 1279 Filippo morì a Krems, dove c'è un epitaffio che lo ricorda presso l'ex chiesa domenicana. I suoi possedimenti a Lebenau finirono alla diocesi di Salisburgo. Con la sua morte si estinse la stirpe degli Spanheim.

## Ascendenza
|                              |                            |                                        | Genitori                                       |  |  | Nonni |  |  | Bisnonni                   |  |  | Trisnonni                        |  |
|                              |                            |                                        |                                                |  |  |       |  |  | Ulrico I, duca di Carinzia |  |  | Enghelberto II, duca di Carinzia |  |
|                              |                            |                                        |                                                |  |  |       |  |  | Ulrico I, duca di Carinzia |  |  | Enghelberto II, duca di Carinzia |  |
|                              |                            | Uta di Passavia                        |                                                |  |  |       |  |  | Ulrico I, duca di Carinzia |  |  |                                  |  |
| Ermanno II, duca di Carinzia |                            |                                        |                                                |  |  |       |  |  | Ulrico I, duca di Carinzia |  |  |                                  |  |
|                              |                            | Giuditta di Baden                      | Ermanno II, margravio di Baden                 |  |  |       |  |  |                            |  |  |                                  |  |
|                              |                            | Giuditta di Baden                      | Ermanno II, margravio di Baden                 |  |  |       |  |  |                            |  |  |                                  |  |
|                              |                            | Giuditta di Baden                      | Giuditta di Backnang-Sulichgau                 |  |  |       |  |  |                            |  |  |                                  |  |
| Bernardo, duca di Carinzia   |                            | Giuditta di Baden                      |                                                |  |  |       |  |  |                            |  |  |                                  |  |
|                              |                            | Enrico II di Babenberg, duca d'Austria | Leopoldo III di Babenberg, margravio d'Austria |  |  |       |  |  |                            |  |  |                                  |  |
|                              |                            | Enrico II di Babenberg, duca d'Austria | Leopoldo III di Babenberg, margravio d'Austria |  |  |       |  |  |                            |  |  |                                  |  |
|                              |                            | Enrico II di Babenberg, duca d'Austria | Agnese di Waiblingen                           |  |  |       |  |  |                            |  |  |                                  |  |
| Agnese di Babenberg          |                            | Enrico II di Babenberg, duca d'Austria |                                                |  |  |       |  |  |                            |  |  |                                  |  |
|                              |                            | Teodora Comnena                        | Andronico Comneno                              |  |  |       |  |  |                            |  |  |                                  |  |
|                              |                            | Teodora Comnena                        | Andronico Comneno                              |  |  |       |  |  |                            |  |  |                                  |  |
|                              |                            | Teodora Comnena                        | Irene                                          |  |  |       |  |  |                            |  |  |                                  |  |
| Filippo di Carinzia          |                            | Teodora Comnena                        |                                                |  |  |       |  |  |                            |  |  |                                  |  |
|                              | Vladislao II, re di Boemia | Vladislao I, duca di Boemia            |                                                |  |  |       |  |  |                            |  |  |                                  |  |
|                              | Vladislao II, re di Boemia | Vladislao I, duca di Boemia            |                                                |  |  |       |  |  |                            |  |  |                                  |  |
|                              | Vladislao II, re di Boemia | Richenza di Berg                       |                                                |  |  |       |  |  |                            |  |  |                                  |  |
| Ottocaro I, re di Boemia     | Vladislao II, re di Boemia |                                        |                                                |  |  |       |  |  |                            |  |  |                                  |  |
|                              |                            | Giuditta di Turingia                   | Ludovico I, langravio di Turingia              |  |  |       |  |  |                            |  |  |                                  |  |
|                              |                            | Giuditta di Turingia                   | Ludovico I, langravio di Turingia              |  |  |       |  |  |                            |  |  |                                  |  |
|                              |                            | Giuditta di Turingia                   | Edvige di Gudensberg                           |  |  |       |  |  |                            |  |  |                                  |  |
| Giuditta di Boemia           |                            | Giuditta di Turingia                   |                                                |  |  |       |  |  |                            |  |  |                                  |  |
|                              |                            | Béla III, re d'Ungheria                | Géza II, re d'Ungheria                         |  |  |       |  |  |                            |  |  |                                  |  |
|                              |                            | Béla III, re d'Ungheria                | Géza II, re d'Ungheria                         |  |  |       |  |  |                            |  |  |                                  |  |
|                              |                            | Béla III, re d'Ungheria                | Eufrosina di Kiev                              |  |  |       |  |  |                            |  |  |                                  |  |
| Costanza d'Ungheria          |                            | Béla III, re d'Ungheria                |                                                |  |  |       |  |  |                            |  |  |                                  |  |
|                              |                            | Agnese d'Antiochia                     | Rinaldo di Châtillon                           |  |  |       |  |  |                            |  |  |                                  |  |
|                              |                            | Agnese d'Antiochia                     | Rinaldo di Châtillon                           |  |  |       |  |  |                            |  |  |                                  |  |
|                              |                            | Agnese d'Antiochia                     | Costanza, principessa d'Antiochia              |  |  |       |  |  |                            |  |  |                                  |  |
|                              |                            | Agnese d'Antiochia                     |                                                |  |  |       |  |  |                            |  |  |                                  |  |